# Judo vid olympiska sommarspelen 1984
Resultat från tävlingarna i judo under olympiska sommarspelen 1984.

## Medaljsummering

### Medaljtabell
| Pl.    | Nation         | Guld | Silver | Brons | Totalt |
| ------ | -------------- | ---- | ------ | ----- | ------ |
| 1      | Japan          | 4    | 0      | 1     | 5      |
| 2      | Sydkorea       | 2    | 2      | 1     | 5      |
| 3      | Västtyskland   | 1    | 0      | 2     | 3      |
| 4      | Österrike      | 1    | 0      | 1     | 2      |
| 5      | Brasilien      | 0    | 1      | 2     | 3      |
| 5      | Frankrike      | 0    | 1      | 2     | 3      |
| 5      | Storbritannien | 0    | 1      | 2     | 3      |
| 8      | USA            | 0    | 1      | 1     | 2      |
| 9      | Egypten        | 0    | 1      | 0     | 1      |
| 9      | Italien        | 0    | 1      | 0     | 1      |
| 11     | Rumänien       | 0    | 0      | 2     | 2      |
| 12     | Kanada         | 0    | 0      | 1     | 1      |
| 12     | Island         | 0    | 0      | 1     | 1      |
| Totalt | Totalt         | 8    | 8      | 16    | 32     |

### Herrar
| Event                               | Guld                         | Silver                      | Brons                                                     |
| Extra lättvikt (60 kg) Detaljer...  | Shinji Hosokawa Japan        | Kim Jae-Yup Sydkorea        | Neil Eckersley Storbritannien Edward Liddie USA           |
| Halv lättvikt (65 kg) Detaljer...   | Yoshiyuki Matsuoka Japan     | Hwang Jung-Oh Sydkorea      | Marc Alexandre Frankrike Josef Reiter Österrike           |
| Lättvikt (71 kg) Detaljer...        | Ahn Byeong-Keun Sydkorea     | Ezio Gamba Italien          | Kerrith Brown Storbritannien Luis Onmura Brasilien        |
| Halv mellanvikt (78 kg) Detaljer... | Frank Wieneke Västtyskland   | Neil Adams Storbritannien   | Mircea Frățică Rumänien Michel Nowak Frankrike            |
| Mellanvikt (86 kg) Detaljer...      | Peter Seisenbacher Österrike | Robert Berland USA          | Walter Carmona Brasilien Seiki Nose Japan                 |
| Halv tungvikt (95 kg) Detaljer...   | Ha Hyoung-Zoo Sydkorea       | Douglas Vieira Brasilien    | Bjarni Friðriksson Island Günther Neureuther Västtyskland |
| Tungvikt (+95 kg) Detaljer...       | Hitoshi Saito Japan          | Angelo Parisi Frankrike     | Mark Berger Kanada Cho Yong-Chul Sydkorea                 |
| Öppen klass Detaljer...             | Yasuhiro Yamashita Japan     | Mohamed Ali Rashwan Egypten | Mihai Cioc Rumänien Arthur Schnabel Västtyskland          |